# Mokasyny

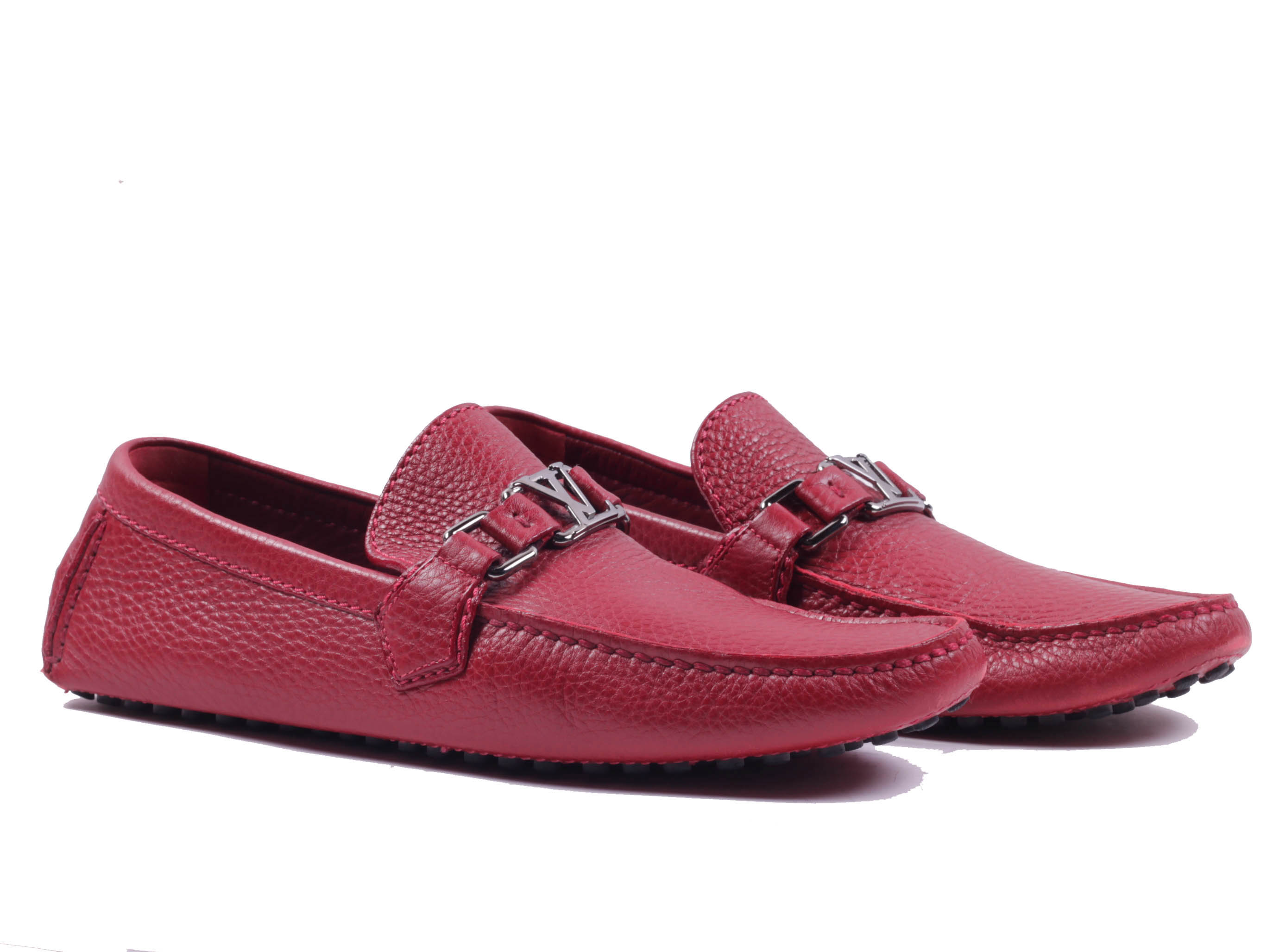
Współczesne mokasyny

Mokasyny – rodzaj obuwia. Słowo mokasyn pochodzi od algonkiańskiego słowa oznaczającego "but" lub "obuwie", a zapisywanego rozmaicie, np.: Mockasin lub Mawhcasum, Mocussinass, Mockussinchass. Zakłada się, że właśnie noszone przez, zamieszkujących rozległe tereny Ameryki Północnej, plemiona rdzennych Indian buty dały początek współczesnym mokasynom, które to dalej przyczyniły się do powstania i dynamicznego. Może oznaczać:
- współcześnie produkowany typ obuwia
- tradycyjne obuwie Indian

## Współczesny typ obuwia

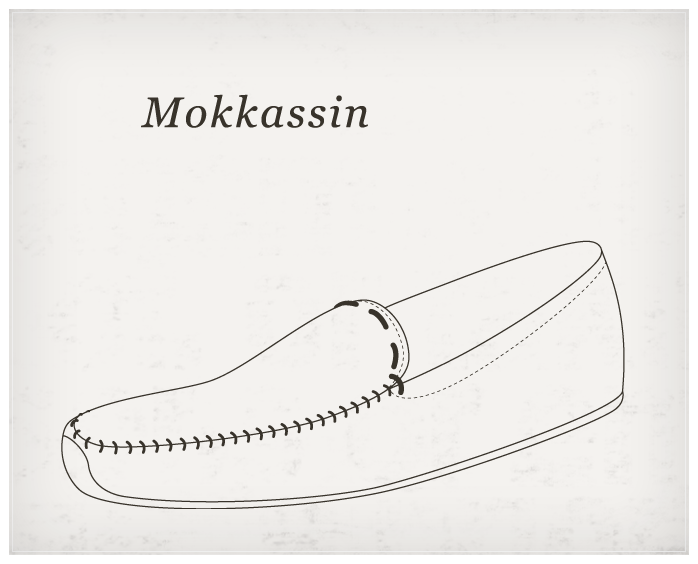
Typowy krój współczesnych mokasynów

Są to buty wzorowane na indiańskim pierwowzorze. Zazwyczaj wykonane są z miękkiej skóry, bez cholewek, niesznurowane i płaskie (bez obcasa). Początkowo były produkowane głównie dla mężczyzn, obecnie również damskie. Czasami buty typu loafers są błędnie nazywane mokasynami. Niekiedy loafers zalicza się do mokasynów i dzielimy je wówczas na 3 rodzaje: loafers, mokasyny dla kierowców czy mokasyny żeglarskie tzw. boat shoes.

## Mokasyny tradycyjne

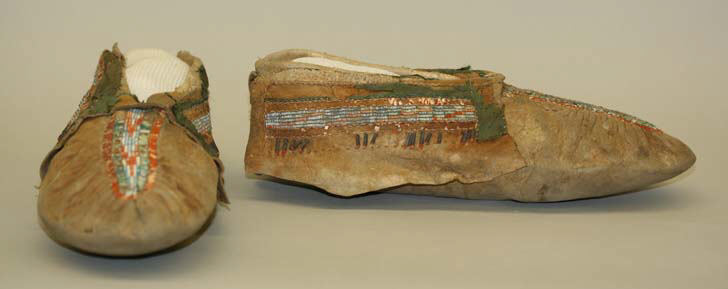
Mokasyny tradycyjne (początek XIX w.)

Samo słowo, różnie wymawiane, pochodzi z języka algonkiańskiego, którym posługiwało się wiele plemion; wśród nich są Odżibwejowie – Indianie z obszaru Wielkich Jezior, których nazwa oznaczała "ludzie w mokasynach o pomarszczonej skórze na palcach". Mokasyny wykonywano najczęściej z wyprawionej skóry jelenia, łosia, wapiti lub bizona amerykańskiego.
Wyróżnia się dwa główne rodzaje mokasynów:
- o twardej zelówce z niewyprawionej skóry i doszywanych do niej: miękkiej cholewce i języku, używane głównie przez Indian z Równin i południowego zachodu Ameryki Płn.
- wykonane z miękkiej skóry, wycięte w całości z jednego kawałka i zszywane na podbiciu i pięcie, charakterystyczne dla lesistych i trawiastych terenów na wschodzie i północnym zachodzie kontynentu.

Mokasyny poszczególnych plemion można było rozpoznać m.in. po różnicach w kształcie podeszwy, a przede wszystkim po sposobach ozdabiania (zdobionych częściach buta, rodzaju używanych do zdobienia materiałów i rodzajach stosowanych wzorów). Plemiona leśne ze wschodniej części Ameryki Płn. dekorowały motywami roślinnymi i zwierzęcymi podbicie oraz język mokasynów. Na język i cholewkę wokół kostki naszywano często oddzielny kawałek miękkiej skóry lub materiału wyszywany kolcami ursona (jeżozwierza północnoamerykańskiego, Erethizon dorsatum) lub szklanymi koralikami (który łatwiej było ozdobić i odpruć po zużyciu się mokasyna). Dekorowaną czasami cholewkę wywijano przy kostce jak kołnierz lub owijano rzemieniami wokół łydki. Plemiona Równin nie zdobiły cholewek mokasynów przy kostce, tylko ich podbicia, języki, okolice szwu przy podeszwie lub całą stopę poniżej kostki, stosując do tego geometryczne wzory z kolców ursona, a później – z kolorowych szklanych koralików pochodzenia europejskiego. Mokasyny ślubne i pogrzebowe miewały zdobioną także podeszwę od spodu. Na północnych równinach charakterystycznymi motywami dekoracyjnymi były tzw. "dziurki od klucza" oraz wzory w kształcie litery U. Kolce jeżozwierza farbowano najchętniej na czerwono, zielono i purpurowo. W dekoracjach z koralików używano czterech, najwyżej pięciu podstawowych kolorów: białego, czerwonego, żółtego, zielonego i niebieskiego w różnych odcieniach. Wybrany motyw zazwyczaj wyszywano na białym tle, tylko Assiniboin i Wrony używali błękitnego tła.
Mokasyny zszywano przy pomocy kościanych szydeł i ścięgien po ich wewnętrznej stronie, a następnie wywijano, dla wygody pozostawiając węzły na zewnątrz. Czasami doszywano do nich wzmacniające, ocieplające lub ozdobne kawałki skóry lub futra, kolorowe płótno, dzwoneczki, malowano, spłaszczano marszczenia, a mankiet cholewki lub język nacinano we frędzle lub rąbki. Niektóre plemiona, w celu zatarcia śladu stopy, doszywały też frędzle w tylnej części mokasynów, co pomagało w zacieraniu śladów. Zużyte podeszwy wyrzucano, a pozostałe – często bogato i pracochłonnie zdobione – części buta wykorzystywano do uszycia nowych mokasynów.
Kobiece i dziecięce mokasyny nie różniły się od męskich krojem ani ornamentyką. W plemionach Szejenów i Kiowa niezamężne kobiety nosiły cholewki wysokie do kolan. Apacze również nosili mokasyny z wysoka cholewką sięgającą do kolan, u Nawaho i Pueblo cholewka sięgała do połowy łydki.
Zimowe mokasyny nieco luźniej przylegały do stopy i szyto je ze skóry odwróconej włosiem do wewnątrz.
Mokasyny zostały przejęte przez wielu białych osadników jako obuwie bardziej praktyczne w północnoamerykańskich warunkach, z powodu większej trwałości i odporności na trudne warunki atmosferyczne. Była to jednocześnie pierwsza część garderoby przejęta przez Europejczyków od tubylczych Amerykanów i ostatni jaką Indianie porzucili na rzecz europejskich ubiorów. Współcześnie wyrabiane przez tubylczych rzemieślników mokasyny odzwierciedlają wielowiekową tradycję wytwarzania tego typu obuwia w Ameryce Płn., służąc jako praktycznie wykorzystywany element tradycyjnych indiańskich strojów zakładanych na wyjątkowe okazje, takie jak np. pow wow, a także jako wysoko cenione eksponaty w muzeach, galeriach i prywatnych kolekcjach indiańskiego rzemiosła i sztuki.